# Carmelitane
Le carmelitane sono le religiose dei monasteri sui iuris legati a uno dei due rami dell'ordine carmelitano (dell'antica osservanza e scalzo), o appartenenti a una delle numerose congregazioni a essi aggregate.

## Storia
Le prime comunità di vergini o vedove che conducevano una vita religiosa sotto la direzione dei frati carmelitani e che vivevano secondo lo spirito dell'ordine risalgono al XIII secolo: esse prendevano il nome di mantellate, pinzochere o beghine. Da queste comunità ebbero origine i primi monasteri di carmelitane, riconosciuti nel 1452.
La nascita delle monache carmelitane scalze precede quella del ramo maschile della riforma: il primo monastero femminile, quello di San Giuseppe ad Avila, fu fondato da santa Teresa di Gesù nel 1562; il convento maschile di Duruelo fu fondato solo nel 1568.

## Congregazioni carmelitane
Per ottenere l'aggregazione a uno degli ordini carmelitani, una congregazione femminile deve essere animata dallo spirito del Carmelo (vita di orazione, devozione mariana). Non è indispensabile che l'istituto adotti una parte tipica dell'abito (lo scapolare bruno, il mantello bianco) o la regola (se non nella sua dottrina spirituale) dell'ordine.
Istituti aggregati all'Ordine della Beata Vergine del Monte Carmelo (tra parentesi, la data di aggregazione):
- le Suore carmelitane delle Grazie di Bologna (1725);
- le Suore della Beata Vergine Maria del Monte Carmelo di Oriuhela (1906);
- le Suore carmelitane della Divina Provvidenza di Belo Horizonte (1913);
- le Suore carmelitane di Madre Candelaria del Venezuela (1925);
- le Suore carmelitane missionarie di Santa Teresa del Bambin Gesù di Santa Marinella (1925);
- le Suore carmelitane del Corpus Christi di Trinidad (1928);
- le Suore di Nostra Signora del Carmelo di Roma (1929);
- le Suore di Nostra Signora del Monte Carmelo di Lacombe (1930);
- le Suore carmelitane per gli anziani e gli infermi di Germantown (1931);
- le Suore carmelitane del Sacro Cuore di Gesù di Madrid (1947).

Istituti aggregati all'Ordine dei carmelitani scalzi:
- le varie congregazioni di maricole (1672);
- le Suore carmelitane teresiane di Veroli (1761);
- le Suore della Provvidenza di Pommeraye (1825);
- le Suore della Madre del Carmelo (1866);
- le Suore del Carmelo apostolico (1868);
- le Suore di Nostra Signora del Monte Carmelo di Lussemburgo (1886);
- la Congregazione delle carmelitane di Trivandrum (1892);
- le Suore Carmelitane di Santa Teresa di Bangalore (1955);
- le Suore Carmelitane di Santa Teresa di Firenze (1903);
- le Suore carmelitane del Divin Cuore di Gesù (1904);
- le Carmelitane missionarie di Santa Teresa (1905);
- le Suore carmelitane missionarie (1906);
- le Suore carmelitane di Santa Teresa di Torino (1907);
- le Suore carmelitane di San Giuseppe di Saint-Martin-Belle-Roche (1908);
- le Suore carmelitane della carità di Vedruna (1911);
- le Suore carmelitane di San Giuseppe di Barcellona (1915);
- le Suore povere bonaerensi di San Giuseppe (1918);
- le Ancelle di Maria Immacolata (1919);
- le Suore carmelitane di San Giuseppe del Salvador (1920);
- le Carmelitane del Sacro Cuore (1920);
- le Suore catechiste guadalupane (1924);
- le Suore carmelitane missionarie teresiane (1930);
- le Suore carmelitane del Bambino Gesù (1936);
- le Piccole suore di Santa Teresa del Bambin Gesù (1936);
- le Suore carmelitane teresiane di San Giuseppe (1941);
- le Suore carmelitane teresiane di Verapoly (1956);
- l'Istituto Nostra Signora della Vita (1947).